# Арберски път
Арбърският път (на албански: Rruga e Arbërit), с албанска национална номерация – SH61/SH6, е албански национален автомобилен път и транспортен коридор, свързващ столицата Тирана с град Дебър в Северна Македония. Арбърският път е най-краткия между София и Скопие с Тирана, респективно между България/Македония с Албания – през Дебър и Тетово.
Въведен в експлоатация на 14 март 2025 г. По трасето му са изградени 54 километра изцяло нов път, с 10 километра тунели и 1,4 километра мостове. На-дългият тунел по пътя е „Муриз“ – с дължина приблизително 3.8 км. По магистралния път има седем тунела с дължина 8.5 километра, и четири моста, включително най-високият на Балканите, издигащ се на 158 метра височина.
Първоначалният проект предвижда изграждането му е факт в края на 2013 г., обаче поради затруднения с финансирането и строителството в трудния геоложки планинско-пресечен терен, то се забавя с 12 години. През 2016 г. е утвърдено изцяло ново трасе между Тирана и Дебър, през така наречените албански планини, като финансирането му е осигурено от китайската държава, посредством Китайската държавна строителна компания. 
Автомобилният път е с две пътни платна с по две ленти всяко. По пътя разстоянието между Тирана и Дебър е 74 км, което се взема за по-малко от час. По пътя разстоянието между София и Тирана е 340 km, а до Драч - 360 km, т.е. на точно толкова, колкото е разстоянието между София и Бургас - по автомагистрала Тракия. Този път, известен и като Албанският, е своеобразен байпас на основното трасе на паневропейски транспортен коридор 8 - между Драч и Гостивар, което преминава покрай Елбасан и Охрид. 
Изграждането на албанския път е изпълнено предизборно обещание на албанския премиер Еди Рама. Предходно с неговото проектиране (през райони изцяло без всякакъв автомобилен път) и реализация са обвързани всички албански премиери - от Сали Бериша насам. Албанският премиер и правителство разглеждат изграждането на този автомобилен път като голям успех за Албания, най-вече заради важността на тази транспортна комуникация - следвана от вече почти изградения изцяло автомагистрален път между Тирана и Прищина, както и от другите основни автомобилни пътища за страната, свързващи албанската столица с Подгорица; със Солун през Корча, както и с Янина през Гирокастра. 
Албанското правителство разглежда проекта като алтернатива и същевременно конкуренция на гръцката Егнатия Одос. 